# Club canin canadien
</rss>Établi en 1887, le Club canin canadien (Canadian Kennel Club--CKC) est l'association cynologique du Canada ; il y est le registre primaire de chiens de race. Il compte à nos jours 174 races. Le CCC n'est pas membre de la Fédération cynologique internationale. Il s'occupe également de promouvoir des expositions canines ou des concours d'obéissance et de conférer les titres de champions ou autres titres dans tous types de concours canins. 